# Цаппи, Филиппо
Фили́ппо Дза́ппи или Ца́ппи (итал. Filippo Zappi; 25 ноября 1896, Меркато-Сарачено — 3 июля 1961, Удине) — офицер итальянского военно-морского флота, участник полярной экспедиции Умберто Нобиле на дирижабле «Италия» в 1928 году (штурман дирижабля), дипломат.

## Биография
Цаппи начал военную службу во время итало-турецкой войны, во время Первой мировой войны получил офицерский чин и лицензию пилота дирижабля. После возвращения из экспедиции на дирижабле «Италия» он сделал дипломатическую карьеру: с 1929 года служил консулом в различных европейских странах и Китае, был послом в Саудовской Аравии и Финляндии. Цаппи стал первым послом Италии в Саудовской Аравии после восстановления дипломатических отношений между двумя странами в 1947 году.
Известность сомнительного характера Цаппи приобрёл в связи со своим участием в экспедиции Нобиле на дирижабле «Италия». Через пять дней после катастрофы дирижабля, 30 мая 1928 года, Нобиле разрешил группе из трёх участников экспедиции — Мальмгрену, Мариано и Цаппи — на свой страх и риск добираться до берега. 12 июля оставшихся в живых Мариано и Цаппи подобрали советские моряки с ледокола «Красин».
При этом, по сообщению начальника советской экспедиции на «Красине» Р. Самойловича и других очевидцев, на Цаппи были тёплые вещи Мальмгрена и ещё один или два комплекта одежды и обуви, надетые один поверх другого. На Цаппи было исподнее, куртка, две толстых тёплых рубахи, трое штанов, две пары носков, две пары кожаных мокасин. Сам Цаппи был бодр, он находился в приличном для таких обстоятельств физическом состоянии. Мариано, напротив, был полураздет, он имел вязаную рубаху, куртку, исподнее, одни суконные штаны, не имел шапки и обуви, на ногах имел только шерстяные чулки. Мариано был истощён, обессилен и обморожен. Он лежал на обрывке одеяла и, по мнению судового врача, мог умереть, не приди помощь ещё 10-12 часов. Такое состояние спасённых вызвало в экипаже ледокола антипатию к Цаппи, так как складывалось устойчивое впечатление, что Цаппи обирал своего напарника. По словам Цаппи, Мальмгрен умер примерно за месяц до прибытия «Красина» и перед смертью отдал тёплую одежду ему. Сразу после публикации этой истории в газетах появились скандальные домыслы, что Цаппи якобы выжил потому, что ел мясо Мальмгрена. Эти предположения не были ни подтверждены, ни опровергнуты, убедительных доказательств для таких обвинений не существует. Нобиле, который не верил в утверждения о каннибализме, в мемуарах писал, что Цаппи был «жестоко оклеветан».
После экспедиции перешёл к дипломатической карьере, став с 1929 по 1944 год консулом в Китае, Австрии и Португалии, а затем послом в Саудовской Аравии и Финляндии. 
Внезапно скончался 3 июля 1961 года в Удине во время официальной встречи дипломатических делегаций, возглавляя итальянскую. Похоронен в Меркато-Сарачено.

## В кино
В советско-итальянском фильме «Красная палатка» (1969) его роль исполнил Луиджи Ваннукки.

## Награды
- Великий офицер ордена «За заслуги перед Итальянской Республикой» (1958)
- Бронзовая медаль «За воинскую доблесть» (Италия)